# Muljarice (porodica riba)
Muljarice (lat. Amiidae), porodica riba zrakoperki u kojoj se od njihove pojave u trijasu očuvala samo jedna vrsta, gola muljarica ili Amia calva. Porodica je obuvaćala brojne danas fosilne vrste koje su pripadale u nekoliko potporodica, to su Amiinae, Amiopsinae, Solnhofenamiinae i Vidalamiinae, te rodovi Guizhouamia, Liodesmus, Megalurus i Nipponamia.
Tijela muljarica pokriveno su okruglastim ljuskama, glava im je tupo zaobljena, leđna peraja je duga, a repna zaokružena. Jedini predstavnik očuvao se u Mississippiju i Velikim jezerima.
- Solnhofenamia elongata
- Cyclurus